# Oracle Challenger Series – Houston 2019
Die Oracle Challenger Series – Houston 2019 waren ein Tennisturnier der WTA Challenger Series 2019 für Damen und ein Tennisturnier der ATP Challenger Tour 2019 für Herren in Houston, welche zeitgleich vom 11. bis 17. November 2019 stattfanden.

## Damenturnier
→ Qualifikation: Oracle Challenger Series – Houston 2019/Damen/Qualifikation